# World Professional Darts Championship 1986
De Embassy World Professional Darts Championship 1986 was de 9e editie van het internationale dartstoernooi World Professional Darts Championship georganiseerd door de BDO en werd gehouden van 4 januari 1986 tot en met 12 januari 1986. In plaats van Stoke-on-Trent, waar het toernooi vorig jaar nog gehouden werd, vond het vanaf dit jaar plaats in het Engelse Frimley Green.

## Prijzengeld
Het totale prijzengeld bedroeg £52.500,- (plus £52.000 voor een 9-darter (niet gewonnen)) en was als volgt verdeeld:
| Plaats                | Prijzengeld |
| --------------------- | ----------- |
| Winnaar               | £12.000     |
| Runner-up             | £6.000      |
| Halvefinalist         | £3.000      |
| Kwartfinalist         | £1.700      |
| 2e ronde              | £1.200      |
| 1e ronde              | £650        |
| Niet-gekwalificeerden | £175        |

Degene met de hoogste check-out (uitgooi) kreeg £1.000:
- onbekend

## Alle wedstrijden

### Voorronde (best of 3 sets)
| Malcolm Davies   | Wales                    | - | Jerry Umberger   | USA                      | 2 - 0 |
| John Joe O'Shea  | Ierland                  | - | Alan Evans       | Wales                    | 1 - 2 |
| Bill Steinke     | Canada                   | - | Ian Robertson    | Engeland                 | 2 - 0 |
| Paul Lim         | Singapore                | - | Stephen Coveney  | Ierland                  | 2 - 1 |
| Roy Baillie      | Noord-Ierland            | - | Bob Sinnaeve     | Canada                   | 1 - 2 |
| Mike Gregory     | Engeland                 | - | Horrie Seden     | Australië                | 2 - 0 |
| Ritchie Gardner  | Engeland                 | - | Danny Cummingham | Schotland                | 2 - 0 |
| Dave Lee         | Engeland                 | - | Gordon Allpress  | Nieuw-Zeeland            | 2 - 1 |
| Willie Mands     | Schotland                | - | Rick Ney         | USA                      | 2 - 1 |
| Robert MacKenzie | Schotland                | - | Frank Palko      | Australië                | 2 - 1 |
| Gerald Verrier   | USA                      | - | Kari Saukkonen   | Finland                  | 0 - 2 |
| Bernd Hebecker   | Bondsrepubliek Duitsland | - | Bobby George     | Engeland                 | 1 - 2 |
| Vic Hubbard      | Engeland                 | - | Manfred Hegmann  | Bondsrepubliek Duitsland | 2 - 0 |
| Barry Whittaker  | Nieuw-Zeeland            | - | Stefan Lord      | Zweden                   | 0 - 2 |
| Dan Valletto     | USA                      | - | John Kramer      | USA                      | 2 - 1 |
| Arto Lintunen    | Finland                  | - | Rick Bisaro      | Canada                   | 2 - 0 |

### Eerste ronde (best of 5 sets)
| Malcolm Davies | Wales         | - | Russell Stewart  | Australië     | 3 - 1 |
| Eric Bristow   | Engeland      | - | Alan Evans       | Wales         | 3 - 1 |
| Peter Locke    | Wales         | - | Bill Steinke     | Canada        | 3 - 0 |
| Paul Lim       | Singapore     | - | Steve Brennan    | Noord-Ierland | 3 - 1 |
| Alan Glazier   | Engeland      | - | Bob Sinnaeve     | Canada        | 3 - 1 |
| Keith Deller   | Engeland      | - | Mike Gregory     | Engeland      | 3 - 0 |
| Terry O'Dea    | Australië     | - | Ritchie Gardner  | Engeland      | 3 - 1 |
| Dave Lee       | Engeland      | - | Cliff Lazarenko  | Engeland      | 3 - 2 |
| Fred McMullan  | Noord-Ierland | - | Willie Mands     | Schotland     | 3 - 1 |
| John Lowe      | Engeland      | - | Robert MacKenzie | Schotland     | 3 - 1 |
| Kari Saukkonen | Finland       | - | Willy Logie      | België        | 3 - 1 |
| Bob Anderson   | Engeland      | - | Bobby George     | Engeland      | 3 - 0 |
| Vic Hubbard    | Engeland      | - | Tony Payne       | USA           | 3 - 1 |
| Jocky Wilson   | Schotland     | - | Stefan Lord      | Zweden        | 3 - 0 |
| Ceri Morgan    | Wales         | - | Dan Valletto     | USA           | 3 - 0 |
| Dave Whitcombe | Engeland      | - | Arto Lintunen    | Finland       | 3 - 1 |

### Tweede ronde (best of 5 sets)
| Malcolm Davies | Wales         | - | Eric Bristow   | Engeland  | 0 - 3 |
| Peter Locke    | Wales         | - | Paul Lim       | Singapore | 3 - 0 |
| Alan Glazier   | Engeland      | - | Keith Deller   | Engeland  | 3 - 1 |
| Terry O'Dea    | Australië     | - | Dave Lee       | Engeland  | 3 - 0 |
| Fred McMullan  | Noord-Ierland | - | John Lowe      | Engeland  | 1 - 3 |
| Kari Saukkonen | Finland       | - | Bob Anderson   | Engeland  | 0 - 3 |
| Vic Hubbard    | Engeland      | - | Jocky Wilson   | Schotland | 0 - 3 |
| Ceri Morgan    | Wales         | - | Dave Whitcombe | Engeland  | 2 - 3 |

### Kwartfinale (best of 7 sets)
| Eric Bristow | Engeland  | - | Peter Locke    | Wales     | 4 - 0 |
| Alan Glazier | Engeland  | - | Terry O'Dea    | Australië | 4 - 3 |
| John Lowe    | Engeland  | - | Bob Anderson   | Engeland  | 3 - 4 |
| Jocky Wilson | Schotland | - | Dave Whitcombe | Engeland  | 2 - 4 |

### Halve finale (best of 9 sets)
| Eric Bristow | Engeland | - | Alan Glazier   | Engeland | 5 - 3 |
| Bob Anderson | Engeland | - | Dave Whitcombe | Engeland | 4 - 5 |

### Finale (best of 11 sets)
| Eric Bristow | Engeland | - | Dave Whitcombe | Engeland | 6 - 0 |

### Voorronde (best of 3 sets)
| Lee Woodrow   | Engeland      | - | Graham Filby        | Zuid-Afrika              | 2 - 0 |
| Kevin Duffy   | Noord-Ierland | - | Mark Day            | Engeland                 | 1 - 2 |
| Andy Jenkins  | Engeland      | - | Markus Stier        | Bondsrepubliek Duitsland | 2 - 0 |
| Tony Martinez | Spanje        | - | Shaun Greatbatch    | Engeland                 | 0 - 2 |
| Nigel Heydon  | Engeland      | - | Joseph Lukyamusi    | Oeganda                  | 1 - 2 |
| Ulrich Meyn   | Denemarken    | - | Fernando Monteagudo | Spanje                   | 2 - 0 |

### Eerste ronde (best of 3 sets)
| Mark Day                 | Engeland    | - | Harith Lim         | Singapore  | 2 - 0 |
| Michael Pearce           | Engeland    | - | Ulrich Meyn        | Denemarken | 2 - 1 |
| Harry Robinson           | Engeland    | - | Paul Durham        | Engeland   | 2 - 0 |
| Richard Wilk             | Wales       | - | Richard Calvert    | Engeland   | 2 - 0 |
| Steve King               | Wales       | - | Mick Arthur        | Engeland   | 2 - 1 |
| Kevin O'Dwyer            | Schotland   | - | Justin Thompson    | Australië  | 2 - 0 |
| Sean Bell                | Schotland   | - | Dylan Davies       | Engeland   | 2 - 0 |
| Royston de Few           | Jersey      | - | Stephane Mallais   | Canada     | 2 - 1 |
| Henk Janssen             | Nederland   | - | Stig-Jarle Knudsen | Noorwegen  | 2 - 0 |
| Christopher Harding-Hill | Zuid-Afrika | - | Simon Burt         | Engeland   | 2 - 0 |
| Ferdie Boffel            | België      | - | Nathan Stewart     | Engeland   | 2 - 0 |
| Kieran McCormack         | Ierland     | - | Nigel Heydon       | Engeland   | 2 - 0 |
| Rowan Barry              | Australië   | - | Dennis Sains       | Engeland   | 2 - 1 |
| Darren Findlater         | Schotland   | - | Tony MacPherson    | Engeland   | 2 - 0 |
| Andy Jenkins             | Engeland    | - | Greg Cruickshank   | USA        | 2 - 0 |
| Lee Woodrow              | Engeland    | - | Shaun Greatbatch   | Engeland   | 2 - 1 |

### Tweede ronde (best of 3 sets)
| Mark Day         | Engeland  | - | Michael Pearce           | Engeland    | 2 - 0 |
| Harry Robinson   | Engeland  | - | Richard Wilk             | Wales       | 2 - 0 |
| Steve King       | Wales     | - | Kevin O'Dwyer            | Schotland   | 2 - 1 |
| Sean Bell        | Schotland | - | Royston de Few           | Jersey      | 2 - 0 |
| Henk Janssen     | Nederland | - | Christopher Harding-Hill | Zuid-Afrika | 2 - 0 |
| Kieran McCormack | Ierland   | - | Ferdie Boffel            | België      | 2 - 0 |
| Rowan Barry      | Australië | - | Darren Findlater         | Schotland   | 2 - 1 |
| Lee Woodrow      | Engeland  | - | Andy Jenkins             | Engeland    | 2 - 1 |

### Kwartfinale (best of 3 sets)
| Mark Day         | Engeland  | - | Harry Robinson | Engeland  | 2 - 1 |
| Sean Bell        | Schotland | - | Steve King     | Wales     | 2 - 1 |
| Kieran McCormack | Ierland   | - | Henk Janssen   | Nederland | 2 - 1 |
| Lee Woodrow      | Engeland  | - | Rowan Barry    | Australië | 2 - 1 |

### Halve finale (best of 3 sets
| Mark Day    | Engeland | - | Sean Bell        | Schotland | 2 - 1 |
| Lee Woodrow | Engeland | - | Kieran McCormack | Ierland   | 2 - 1 |

### Finale (best of 5 sets)
| Mark Day | Engeland | - | Lee Woodrow | Engeland | 3 - 1 |

World Cup Darts (WDF)

1977 · 1979 · 1981 · 1983 · 1985 · 1987 · 1989 · 1991 · 1993 · 1995 · 1997 · 1999 · 2001 · 2003 · 2005 · 2007 · 2009 · 2011 · 2013 · 2015 · 2017 · 2019 · 2021 · 2023
World Darts Championship (BDO)

1978 · 1979 · 1980 · 1981 · 1982 · 1983 · 1984 · 1985 · 1986 · 1987 · 1988 · 1989 · 1990 · 1991 · 1992 · 1993 · 1994 · 1995 · 1996 · 1997 · 1998 · 1999 · 2000 · 2001 · 2002 · 2003 · 2004 · 2005 · 2006 · 2007 · 2008 · 2009 · 2010 · 2011 · 2012 · 2013 · 2014 · 2015 · 2016 · 2017 · 2018 · 2019 · 2020
World Darts Championship (PDC)

1994 · 1995 · 1996 · 1997 · 1998 · 1999 · 2000 · 2001 · 2002 · 2003 · 2004 · 2005 · 2006 · 2007 · 2008 · 2009 · 2010 · 2011 · 2012 · 2013 · 2014 · 2015 · 2016 · 2017 · 2018 · 2019 · 2020 · 2021 · 2022 · 2023 · 2024 · 2025
World Darts Championship (WDF)

2022 · 2023 · 2024
World Seniors Darts Championship (WSDT)

2022 · 2023 · 2024 · 2025